# ...And Don't the Kids Just Love It
...And Don't the Kids Just Love It es el primer álbum de estudio de la banda británica de post-punk Television Personalities, publicado en enero de 1981 a través de Rough Trade Records. Fue grabado en 1980 por la formación de Dan Treacy, Ed Ball y Mark Sheppard. El álbum marcó el primer trabajo de larga duración de los miembros de la banda, luego de varios sencillos grabados con varios proyectos asociados, incluidos 'O' Level y Teenage Filmstars.

## Recepción de la crítica
El crítico de AllMusic, Stewart Mason, comentó: “Este álbum debe haber sonado irremediablemente aficionado y destartalado a bajo costo en el momento de su lanzamiento en 1981, pero en retrospectiva, es claramente un álbum notablemente influyente que se mantiene extremadamente bien”. El crítico de Pitchfork, Daniel Felsenthal, describe ...And Don't the Kids Just Love It como un “[álbum] debut que definió el género en 1981 con el mordaz Dan Treacy y sus canciones inteligentes, frágiles y atemporales”. El crítico de Record Collector, Paul Rigby, escribió: “Este álbum debut escaso, sensible y casi frágil se ve reforzado por las técnicas básicas de grabación, lo que lo hace tremendamente peculiar pero, cuando se combina con letras emocionalmente reveladoras, igualmente impresionante”.

## Lista de canciones
Todas las canciones escritas y compuestas por Dan Treacy.
Lado uno
1. «This Angry Silence» – 2:40
2. «The Glittering Prizes» – 3:02
3. «World of Pauline Lewis» – 2:39
4. «A Family Affair» – 2:37
5. «Silly Girl» – 2:50
6. «Diary of a Young Man» – 4:00
7. «Geoffrey Ingram» – 2:16

Lado dos
1. «I Know Where Syd Barrett Lives» – 2:32
2. «Jackanory Stories» – 3:05
3. «Parties in Chelsea» – 1:42
4. «La Grande Illusion» – 3:34
5. «A Picture of Dorian Gray» – 2:12
6. «The Crying Room» – 2:00
7. «Look Back in Anger» – 2:41

## Posicionamiento
| Gráfica (1981)                             | Pico de posición |
| ------------------------------------------ | ---------------- |
| Reino Unido (UK Independent Singles Chart) | 19               |